# Pixnur
Pixnur (en rus: Пишнур) és un poble de l'óblast de Kírov, a Rússia, segons el cens del 2010 tenia 223. Pertany al districte d'Arbaj.